# Мурсілі III
Мурсілі III (д/н— після 1269 до н. е.) — великий цар (руба'ум рабі'ум) Новохеттського царства близько 1282—1275 до н. е.

## Життєпис

### Володарювання
Старший син царя Муваталлі II. При народженнімав ім'я Урхі-Тешшуб. Після смерті батька близько 1282 року до н. е. отримав владу. змінив політикубатька, повернувши багатьох із заслання та звільнивши чиновників, що мали вплив за Муваталлі II.
Продовжив війну з Єгиптом. У 1281 році до н. е. фараон Рамсес II завдавпоразки хеттам біля фортеці Дапуру, а потім захопив це важливе укріплення. Внаслідок цього влада хеттів в Палестині і Сирії похитнулася. Невдовзі єгиптяни захопили міста-держави Акку на фінікійському узбережжі, Ієно на кордоні з півднем Лівану, інші північнопалестинські міста. Висловлюється думка, що також впав Кадеш.
У відповідь 1280—1279 роках Мурісілі III здійснив похід до Сирії, де частково відновив хеттський вплив. В наступні роки точиласяборотьбазам іста Кадеш і Туніп. Водночас було укладено союз з Шаттуарою II, царем Мітанні, який планував скинути залежність від Ассирії.
В подальші роки хетти зазнали поразок від єгиптян й втратили Палестину. Втім Мурсілі III більше уваги приділяв внутрішнім справам. Він повернув столицю з Тархунтасси до Хаттуси. Після цього вирішив відібрати у стрийка Хаттусілі область навколо міст Нерік і Хакпіса. В свою чергу Хаттусілі виступив проти царя, завдав тому поразки близько 1275 року до н. е., опинився обложеним в Сампуху.після капітуляція втратив трон, його відправлено у заслання до області Нухашше в Сирії. Хаттусілі став новим правителем Хеттської держави.

### Після повалення
Колишній цар встановив контакти з вавилонським царем, сподіваючись разом виступити проти Хаттусілі III. Але змову було викрито, а Мурсілі відправлено «в бік моря» (більшість дослідників розуміє під цим о. Кіпр). Звідси між 1269 та 1262 роками до н. е. він втік до Єгипту, що викликало напруженність між Хаттусілі III і Рамсесом II. Зрештою було домовлено, що колишній хеттській цар буде перебувати під наглядом фараона.

## Родина
- син Хартапу, цар Тархунтасси